# 及川佑
及川 佑（おいかわ ゆうや、1981年（昭和56年）1月16日 - ）は、北海道中川郡池田町生まれのスピードスケート選手。500メートル前日本記録保持者（34秒27）
北海道池田高校から山梨学院大学へ進学。
その後、びっくりドンキー所属を経て、現在は大和ハウス工業株式会社所属。

## 来歴

### オリンピック出場権獲得以前
大学在学中の就職活動において、スケート部を持つ企業からは選手待遇での誘いがなく、このまま無ければ大学でスケートを引退する予定だった。
しかし就職活動中、びっくりドンキーの一般社員としての役員面接の際、「トリノオリンピックに出場します」と想いを述べ、元体操選手だった庄司昭夫社長にその意気込みを買われ入社。
大学卒業後も競技生活を続行している。入社以来、監督もコーチもマネージャーもおらず、練習場や移動手段の手配から日常のスケジュール管理までを入社当時から現在まで全て1人で行っていたが、最近、所属会社がトレーニングコーチを雇ったことが自身のブログで明らかにした。
入社後の国内外での大会において成績がどんどん上昇し、2005年12月下旬に自身初のオリンピック出場権であるトリノオリンピックスピードスケート・男子500m出場権を獲得した。

### トリノオリンピック出場
トリノオリンピックスピードスケートの男子500mに出場し、開催前からメダル候補として注目を浴びていた清水宏保や加藤条治を押さえて、一時は暫定1位になったが、後から出場した外国人選手らに記録を更新されてしまい惜しくもメダルは逃した。しかし、日本人選手の中で最高の4位入賞と健闘した。

### トリノオリンピック入賞以降
及川はそれまで、北海道内のマスコミやNHKと一部の全国TVキー局と系列BSデジタル放送、一部全国紙などの一部の報道機関からしか注目されていなかったが、このトリノオリンピックでの健闘と入賞を機にマスコミ各社から一気に注目された。
入賞後のスポーツ新聞各紙では会社名を使用した“ダジャレ”タイトルが出来る程大きく飾り、同時に会社のイメージアップにも大きく貢献した。
民放東京キー局では、大会が終わった時間が日本時間で早朝にあたり、それまで清水と加藤しか注目していなかったこともあって、ほとんどの局では早朝から放送される朝の情報番組の中で及川の詳細なプロフィールを放送することができなかった。東京キー局で唯一日本テレビのみが系列BSデジタル放送局のBS日テレを通じて及川を“無名選手”時代から追跡取材し、同局の「SpoMaga」内で特集として過去数回放送もされていたことから、五輪選手に選ばれる前から及川に関する映像素材を持っていた。このため同局の「ズームイン!!SUPER」が最も速くプロフィール映像を放送し、他局に差をつける形となった。日本テレビ以外の関東キー局は同日午後以降の報道番組等でようやく出せた結果となった。
また、荻原次晴も自ら司会をしているBS日テレで放送の「SpoMaga」において“無名選手”時代からの及川の存在を知っていた荻原が大会終了直後に放送した「ズームイン!!SUPER（日本テレビ系列）」でトリノからの生中継の際、「失礼だけど、こんなに強かったけ～っ?」と、ものすごい驚いたリアクションで荻原にインタビューをされた程（この発言後、東京のスタジオから原稿を読んでいたトリノオリンピックコーナーキャスターの中西哲生の横にいた番組メインキャスターの羽鳥慎一（日本テレビアナウンサー）に「失礼ですよ～・・」と突っ込みを入れられていた）。
2007年のW杯男子500メートルにおいて、34秒42の自己ベストで優勝を果たした。選手団の主将も務めた2007年アジア冬季競技大会（中国、長春）では100m金メダル、500m銅メダルを獲得した。
2009年12月11日のソルトレークシティーでのＷ杯500メートルで2位に入り加藤条治の持っていた日本記録を更新した（0秒03更新、34秒27）。現在の日本記録は加藤が2013年に記録した34秒21である。
- 自己ベスト
  - 500m：34秒27（2009年12月11日、ソルトレークシティー）
  - 1000m：1分09秒54（2012年1月29日、カルガリー）
  - 1500m：1分53秒64（2007年8月10日、カルガリー）

## エピソード

### 日ハムファン
北海道移転前のビッグバン打線時代から北海道日本ハムファイターズの大ファンで、北海道帰郷中に観戦する程。
また、トリノオリンピックで4位入賞と日ハムファンと言うこともあり、3月25日に北海道日本ハムファイターズの札幌ドームで開催のホームゲーム開幕戦の「始球式に出て欲しい」と言う申し出があった。マスコミ各誌でもこの話題を取り上げていたが、辞退していた旨が後日判明した（断った原因は不明だが、本人運営のブログで4月の帰省後に明らかにしている）。

### びっくりドンキー（前所属会社）時代

#### びっくりドンキー時代におけるファンとの接点
トリノオリンピックでの入賞直後に、実力はもちろんのこと、無名時代から入賞までに至る経緯に感動し、ファンになったと言う人口が老若男女問わず日本国内に一気に増えた。
所属会社のWebサイト内ではトリノオリンピック開幕日と同時に急遽「びっくりドンキースケート部」と言う名義で自己紹介程度のコーナーがあるが、以後、会社側は4位入賞の報告どころか国内外競技の成績掲載も無く、コーナーそのものの更新は無く、社員向けの「社内報」にしか情報は提供されていないなど、ファンに対しては非常に冷ややかである。その為、ファンが及川の出場予定大会やメディア予定等の情報を入手するのには、他の選手や企業と比べて非常に困難である。
なお、会社内社員向けの「社報」には大会の情報または及川に関する情報は発信していた。
現状ではスポーツ紙各社のWebサイト内の選手紹介ならびに特集記事ページを除けば、本人が自ら立ち上げた不定期更新の「ブログ」だけがファンが及川を知ることができる唯一のサイトである。

#### びっくりドンキー時代におけるメディアへの露出
トリノオリンピック以降のTV出演に等に関しては、ファンやマスコミ各社からの要望はあるものの、所属会社自身も外部ファンに対してPR活動や成績報告等を一切していない為、東京キー局製作のフジテレビの「ジャンクSPORTS」やテレビ朝日の「ナンだ!?」等のスポーツ選手をゲストに迎える番組やイベントならびにCM出演へ露出は会社の考えが大きく変わらない限り、現段階では皆無に等しく、また、加藤条治や清水宏保がいる以上、大きな国内外の公式大会で優勝しない限り、名前は活字として掲載されても、ニュース映像やスポーツ紙等の写真等の各種メディアに出にくいのが現状である。
なお、地元北海道のTV局が大きな大会が行われる前後の取材や不定期でローカルのニュースや情報番組内での特集等の出演はあるが、北海道地区を除けば、本州以南でのテレビやラジオ等の全国放送や各メディアを通じて彼の姿を見る事は現段階では非常に難しい。
2007年5月27日（JST）にフジテレビ系列にて放送（※一部地域を除く）した「ジャンクSPORTS」にて、トリノオリンピック後初の全国放送に出演した。
今後のメディア露出も期待はされてはいるのだが、“会社の考え”から、他局の同ジャンルの番組出演も、上記のとおり、現段階では他の選手と比べて非常に難しい。

#### びっくりドンキースケート部廃部
2010年6月30日（JST）において、当時の所属企業、びっくりドンキーはスケート部の廃止を突如公にした。
これを受けて及川は、今後もスピードスケート競技を続けることを決意し、退社を決めた。
一方、同所属の今野真太郎は選手活動を引退し退職後は競輪選手の道へ、コーチの菱沼雅仁はコーチを辞め同社の本社業務の選択肢を選び、ともにスピードスケート界を去ることになった。

### 大和ハウス（新所属会社）時代

#### 大和ハウスからのオファー
びっくりドンキーを去ってから数ヶ月間、夏季は競技はオフシーズンに入るが、国内を中心にオフシーズンにおける自主トレ活動は続けていた。
そんな中、幸いなことに、トリノオリンピック・スピードスケート女子日本代表の大菅小百合が所属している大和ハウス工業株式会社よりオファーがかかり、2010年9月、同社入社後正式に大和ハウス所属となった。

#### 新たな選手活動
そして、同年10月より開幕した、2010年-2011年シーズンからの競技に新たな所属企業の選手として活動を継続することが可能になり、同時に、日本スケート連盟のスピードスケート選手会長にも任命された。

#### 企業の応援活動およびその他
シーズン開幕とともに、同企業スケート部のホームページはリニューアルされ、及川のコーナーも増設された。
前所属会社時代と比べ、出場大会のレース記録や結果や写真もＵＰに加え、及川の出場予定の情報なども入手できるようになり、加えて、同ページから直接メッセージも送信できるようになるなど、内容は充実し、情報も入手しやすくなった。
また、国内大会における応援活動においては、同所属の大菅の応援と同様、同社社員の勇姿が多数集まり、企業コーポレートカラーと同色のベンチコートを着用し統一感と盛り上がる応援になった。これにより、一般の観客からも及川の応援席であるのが分かるようになった。（前所属会社は外部での活動及び外部ファンへの活動は一切していない為、大和ハウスや日本電産サンキョーのような会場での団体や席を設けての応援活動は一切行ってなかった。）

### その他
同じくトリノオリンピックに出場した長島圭一郎（日本電産サンキョー所属）は、出身高校である北海道池田高等学校の後輩である。
2007年4月より、イタリアの反射運動刺激装置を用いたスポーツ用品メーカー「BENIX」社のサポートも受けている。
2014年10月12日、札幌在住のマクドナルド社員の一般女性と長い交際期間を経て入籍。互いの仕事の都合で現在は遠距離別居婚である。